# دائرة بارادريس
دائرة بارادريس هي إحدى الدوائر الثلاث في إدارة نيبيس في هايتي. يبلغ عدد سكانها 153210، تتبعها بلديتان ويبدأ رمزها البريدي بالرقم 75.